# Heinrich Lottner
Heinrich Lottner (* 9. September 1828 in Berlin; † 16. März 1866 ebenda) war preußischer Bergrat und erster Direktor der Bergakademie Berlin.

## Leben
Heinrich Lottner wurde 1828 als Sohn des Justizrats Franz August Lottner und Juliane Caroline Wilhelmine Lottner geboren. Sein Vater verstarb früh, so dass er bei einem Onkel in Düsseldorf aufwuchs. Bereits mit 14 hatte er das Abitur bestanden und arbeitete als Bergbaubeflissener in den Bochumer Zechen, bis er zum Studium des Bergfaches 1845 an die Universität Berlin ging. Er unterbrach sein Studium 1847 um für drei Jahre in verschiedenen Bergwerken zu arbeiten und schloss 1853 das Studium mit dem Examen am Oberbergamt Dortmund als Bergreferent ab. Sein Bruder war der Sprachwissenschaftler Carl Friedrich Lottner.
Im folgenden Jahr wurde er als Leiter und Dozent an die neugegründete Bergschule Bochum berufen. Er wirkte dort an der Erstellung der ersten Flözkarte des westfälischen Steinkohlebergbaus mit.
1859 bestand er die Prüfung zum Bergassessor beim Oberbergamt Dortmund und nahm den Ruf als Dozent für Bergbaukunde an die Universität Berlin an.
Bei der Neugründung der Bergakademie Berlin 1860 als Hochschule wurde er zum ersten Direktor bestellt, des Weiteren war er als frisch ernannter Bergrat Berater der Bergbauabteilung des Ministeriums für Handel, Gewerbe und öffentliche Arbeiten (dem Vorgänger des Reichsverkehrsministerium).
Bis zu seinem frühen Tod 1866 war Lottner bekannt für seine ausgeprägte pädagogische Begabung bei der Vermittlung von bergfachlichen Inhalten. Kurz vor seinem Tod übergab er Albert Serlo seine gesammelten Vorlesungsmanuskripte, die dieser nach Überarbeitung 1868 als Leitfaden zur Bergbaukunde herausgab, der bis zur Jahrhundertwende als Standardwerk der Bergbaukunde galt.
Er blieb ledig und hinterließ keine Kinder.

## Veröffentlichungen
- Leitfaden zur Bergbaukunde. Nach dessen Tode und in dessen Auftrage herausgegeben von Albert Serlo. 2 Bände. Springer, Berlin 1869, (Digitalisat: Band 1. Band 2).
- Ueber die Anwendung comprimirter Luft bei Senkarbeiten in schwimmendem und wasserreichem Gebirge. In: Zeitschrift für das Berg-, Hütten- und Salinenwesen. Band 8, B: Abhandlungen. 1860, S. 43–46. (opacplus.bsb-muenchen.de)
- Bergbau und Hüttenkunde. In: Die gesammten Naturwissenschaften. Für das Verständniß weiterer Kreise und auf wissenschaftlicher Grundlage bearbeitet. Band 3. Bädeker, Essen 1859, S. 321–422. (digitale-sammlungen.de, auch als Separatabdruck).
- Geognostische Skizze des westfälischen Steinkohlen-Gebirges. Erläuternder Text zur Flötzkarte des Westfälischen Steinkohlen-Gebirges. Bädeker, Iserlohn 1859. (digitale-sammlungen.de)